# Ruszenszki Lom
A Ruszenszki Lom (bolgárul: Русенски Лом) folyó Bulgária délkeleti részén, a Duna utolsó jelentősebb jobb oldali mellékfolyója. Rusze megyében (Rusze község és Ivanovo község területén) található.
A Razgradtól délre eredő Beli Lom és Popovótól délkeletre eredő Cserni Lom összefolyásából keletkezik. Előbbi az é. sz. 43° 24′, k. h. 26° 40′43.400000°N 26.666667°E ponton, 360 m tszf magasságban található forrásától 122,8 km-t, utóbbi 114,2 km-t tesz meg az összefolyásig, 1310 ill. 1550 km²-es vízgyűjtő területen. Mindkettő elsősorban északnyugat felé folyik; a Beli Lom Szenovónál nyugatra, a Cserni Lom Sirokovo után északkeletre fordul, és Ivanovótól keletre egyesülnek. A Ruszenszki Lom Ruszénél folyik a Dunába, a városról kapta nevét is. A torkolat tszf magassága 18 m. 
A folyó teljes hossza a Beli Lom forrásától a torkolatig 155,5 km, vízgyűjtő területe 2 985,3 km².
Völgyében találhatók az Ivanovói sziklatemplomok.

## Fordítás
- Ez a szócikk részben vagy egészben a Rusenski Lom című angol Wikipédia-szócikk ezen változatának fordításán alapul.  Az eredeti cikk szerkesztőit annak laptörténete sorolja fel. Ez a jelzés csupán a megfogalmazás eredetét és a szerzői jogokat jelzi, nem szolgál a cikkben szereplő információk forrásmegjelöléseként.